# فرودگاه تک‌بانده سیپالیوینی
فرودگاه تک‌بانده سیپالیوینی (به انگلیسی: Sipaliwini Airstrip) یک فرودگاه همگانی است . این فرودگاه در کشور سورینام قرار دارد .